# Chen Uen
Chen Uen (chinesisch 鄭問, Pinyin Zhèng Wèn; * 27. Dezember 1958 in Bade, Taiwan; † 26. März 2017 in Neu-Taipeh), eigentlich Zhèng Jìnwén (鄭進文), war ein taiwanischer Comic-Künstler (chinesisch: Manhuajia).
Er wählte häufig historische Stoffe der chinesischen Antike. Zu seinen bekanntesten Werken gehören Legenden von Attentätern (刺客列傳) aus dem Jahr 1986, der Zweiteiler Schwert von Abi (阿鼻劍, 1989), Der erste Kaiser (始皇, 2000) und die in deutscher Sprache erschienene Trilogie Helden der östlichen Zhou-Zeit (東周英雄傳, 1991 bis 1994). Er arbeitete auch als Charakterdesigner für die japanische Videospielindustrie, zum Beispiel für die PS2-Videospielserie Romance of the Three Kingdoms von Koei.

## Leben und Werk
Chen Uen begann seine Manga-Karriere 1984 mit der Veröffentlichung einer Serie in der China Times Weekly.
Er war für seinen realistischen Stil, der die Elemente der traditionellen chinesischen Pinselzeichnung mit dem Einsatz leuchtender Farben verbindet, bekannt. Seine Werke hatten überwiegend das Kung Fu zum Thema und lassen sich in die Genres Martial Arts, Fantasy und panasiatische Geschichte einsortieren. Chen Uen war bekannt dafür, neben Kalligrafiepinseln auch Zahnbürsten, Zahnstocher und Watte einzusetzen. So baute er zum Beispiel Licht und Schatten aus winzigen, mit einer Zahnbürste erzeugten Punkten auf. Chen arbeitete mit Lavierungen, zu denen er von dem chinesischen Maler Cheng Shiva inspiriert wurde.
Chen stellte 2012 im taiwanischen Pavillon des Angouleme International Comics Festival in Angoulême (Frankreich) aus. Seine Werke wurden in Thai und ins Deutsche übersetzt und er war der erste taiwanische Manga-Künstler, dessen Arbeiten in Japan und Hongkong veröffentlicht wurden.
Chen Uen lebte zuletzt in Zhuhai, einer Stadt in der chinesischen Provinz Guangdong. Er starb am 26. März 2017 an einem Herzinfarkt.

### Schwert von Abi
Bei „Schwert von Abi“ (Abi-Sword) handelt es sich um eine Martial-Arts-Erzählung, die erstmals 1989 erschien und 2010 neu aufgelegt wurde. Chen selbst bezeichnete das Werk als Meilenstein und wichtigen Teil in seiner Karriere. „Schwert von Abi“ wird als Übungsarbeit für seine spätere Trilogie „Helden der östlichen Zhou-Zeit“ angesehen, in der er verschiedene Techniken und Materialien erprobt. Das Script stammt von Rex How.
Das Wort Abi ist die chinesische Version des Sanskrit-Wortes Avīci. Das Schwert von Abi ist eine legendäre Waffe, die ultimative Macht und Zerstörung in die Kung-Fu-Welt bringen soll. Die Geschichte handelt davon, dass der Held dazu bestimmt ist, das Chaos, das zwischen verschiedenen Kung-Fu-Schulen vorherrscht, zu beenden.

### Helden der östlichen Zhou-Zeit
In seiner Trilogie „Helden der östlichen Zhou-Zeit“ erweckt Chen Uen die dramatischste Zeit der chinesischen Geschichte zu neuem Leben. Für dieses Werk erhielt er 1991 als erster Nicht-Japaner den Best Series Award der Japanese Cartoonists’ Association. Die Trilogie gilt als Chens Meisterwerk.
Die Zeit der östlichen Zhou-Dynastie (770 v. Chr. bis 256 v. Chr.) war gekennzeichnet durch viele Kleinstaaten auf dem Gebiet Chinas, die in ständige Machtkämpfe untereinander verwickelt waren, was mit großen Umbrüchen sowie dem Aufstieg und Niedergang von Staatswesen verbunden war. Doch diese von großen Unsicherheiten, politischem Niedergang, blutigen Konflikten und Grausamkeiten geprägte Zeit war ebenfalls das goldene Zeitalter der chinesischen Philosophie und der chinesischen Kultur.
Die Comictrilogie erzählt episodenhaft aus dem Leben historischer Figuren dieser Zeit:

Mächtige Herrscher, Minister, Militärstrategen und Denker, Attentäter, Meuchelmörder und Krieger, Frauen, um deren Schönheit sich Legenden ranken, selbstlose Märtyrer, aber auch gewöhnliche kleine Leute, die unverhofft und schicksalshaft in das Getriebe der Machtkämpfe der Mächtigen hineingeraten sind und in der chinesischen Geschichtsschreibung ebenfalls ihre Spuren hinterlassen haben.

## Werke
- Helden der östlichen Zhou-Zeit – Band 1: Wege zum Ruhm (zweisprachige Ausgabe Deutsch und Chinesisch). ISBN 978-3-905816-66-2.
- Helden der östlichen Zhou-Zeit – Band 2: Wiedersehen in der Unterwelt (zweisprachige Ausgabe Deutsch und Chinesisch). ISBN 978-3-905816-67-9.
- Helden der östlichen Zhou-Zeit – Band 3: Kranichkönig (zweisprachige Ausgabe Deutsch- und Chinesisch). ISBN 978-3-905816-68-6.

## Auszeichnungen
- 1991 Best Series Award der Japanese Cartoonists’ Association für seine Trilogie Helden der östlichen Zhou-Zeit.